# Парк «Чертеж»
Парк «Че́ртеж» — парк-пам'ятка садово-паркового мистецтва місцевого значення в Україні. Розташований на території Ужгородського району Закарпатської області, село Чертеж. 
Площа 6 га. Статус отриманий у 1984 році. Перебуває у віданні: Худлівська сільська рада.

## Галерея

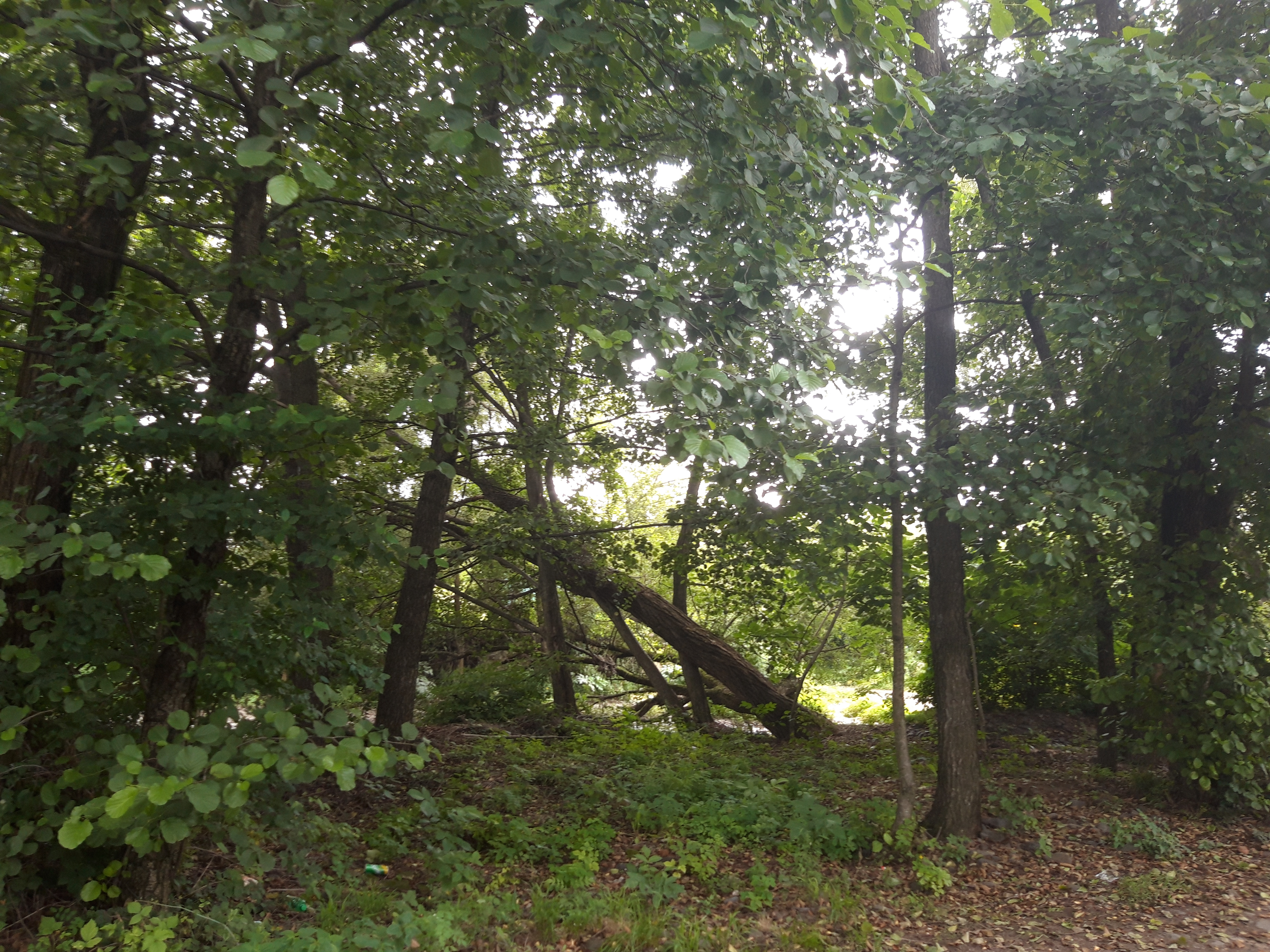
Дерева Чертезького парку та річка Стара вдалині
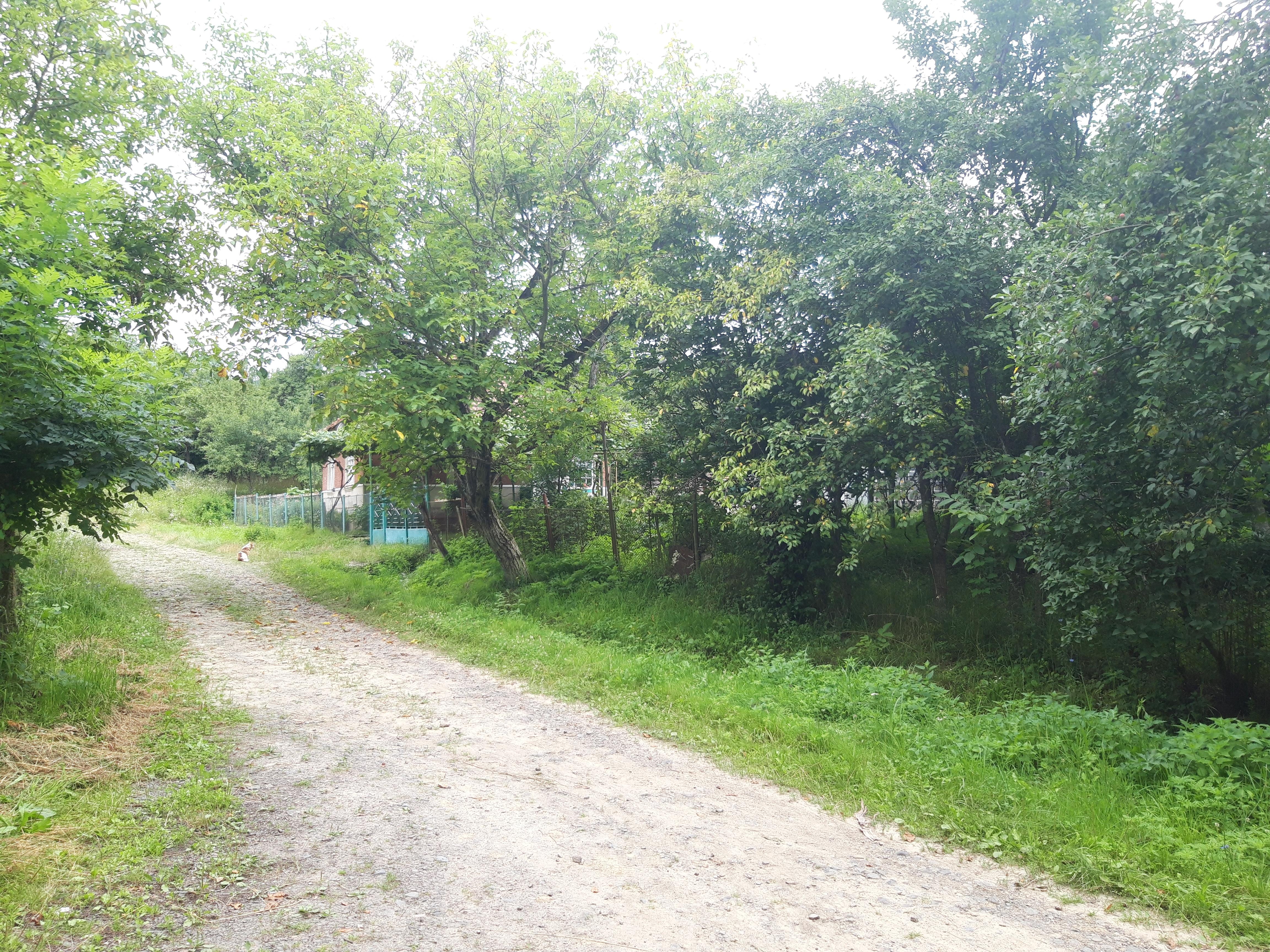
Усередині парку
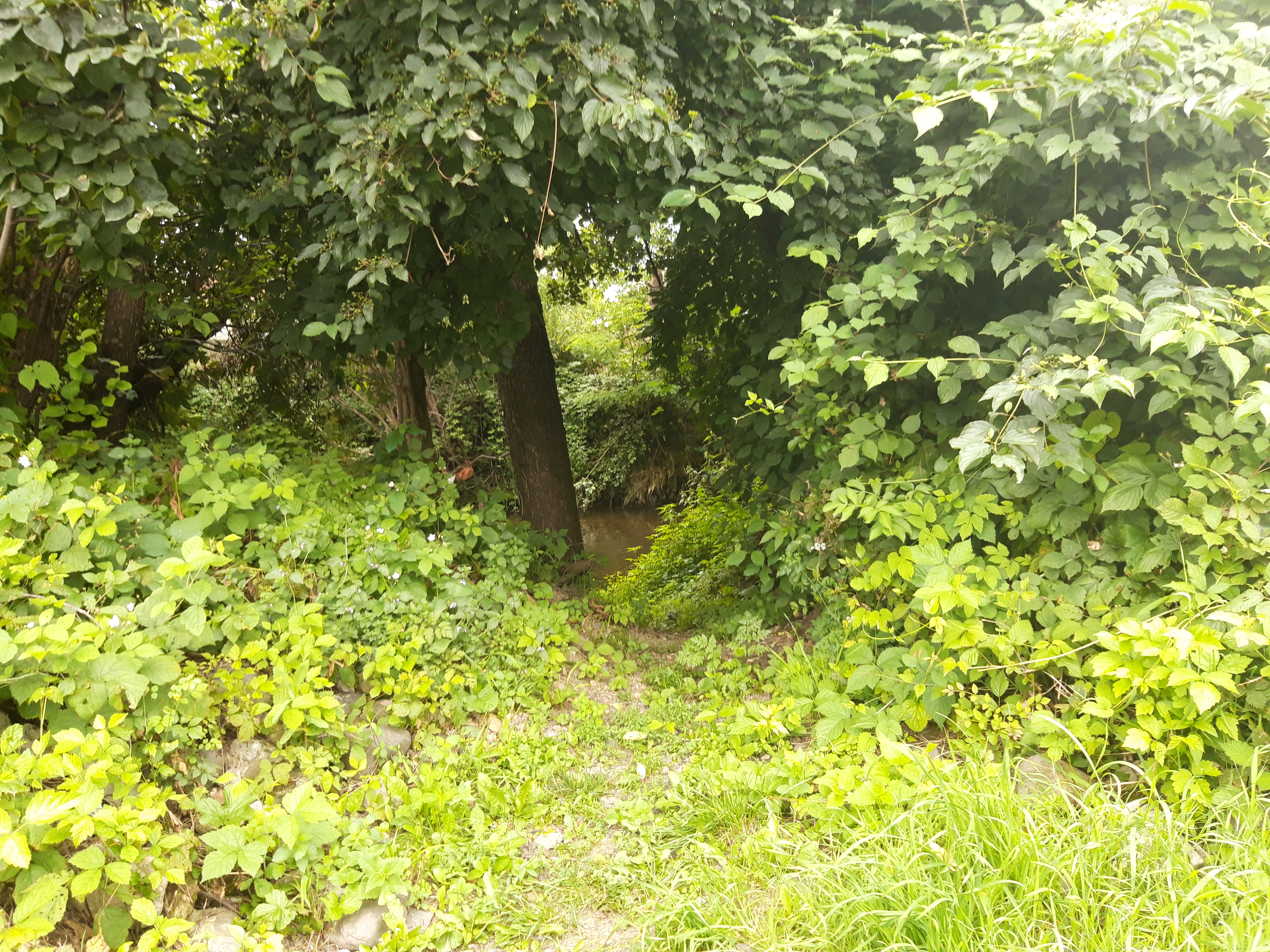
Поблизу річки в парку «Чертеж»
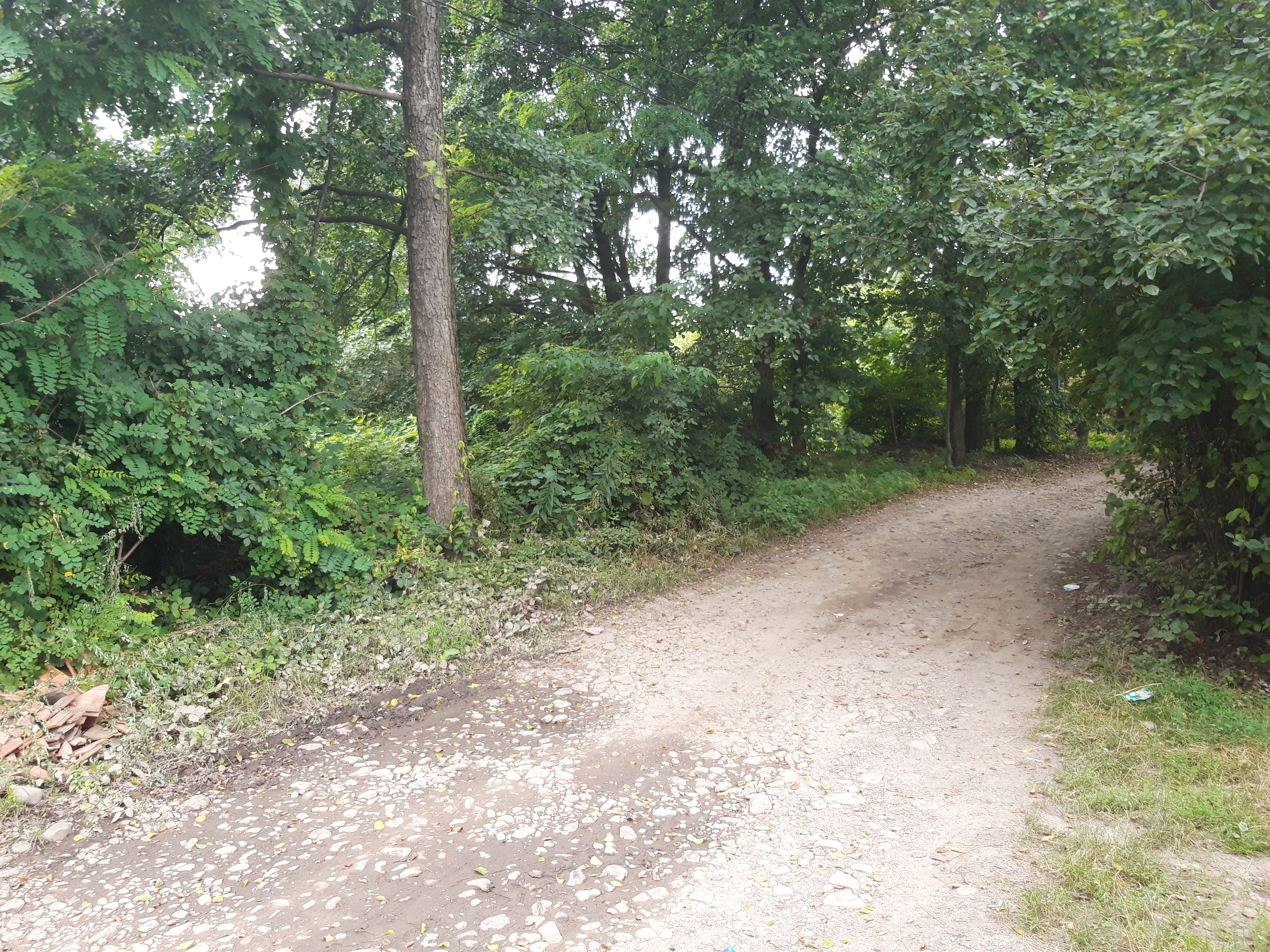
Парк Чертеж» та річка Стара